# ハンス・グラーフ
ハンス・グラーフ（Hans Graf, 1949年2月15日 マルヒトレンク - ）はオーストリアの指揮者。ワイン通としても名高い。

## 経歴
リンツ・ブルックナー管弦楽団のヴァイオリン奏者である父親から音楽の手ほどきを受け、少年時代からヴァイオリンとピアノを学んだ後、1971年にグラーツ音楽高等学校に入学。卒業証書を得てピアノ科と指揮科を修了。引き続きシエーナでフランコ・フェラーラに、ボローニャでセルジュ・チェリビダッケに、レニングラードでアルヴィド・ヤンソンスの薫陶を受ける。1979年にザルツブルクで行われたカール・ベーム指揮者コンクールにて首位を獲得。
1981年にウィーン国立歌劇場にデビューしたのを皮切りに、ベルリン、ミュンヘン、パリでオペラ指揮者として招待される。国際的な活躍が急速に広がると、たとえばウィーン・フィルハーモニー管弦楽団、ライプツィヒ・ゲヴァントハウス管弦楽団、フランス国立管弦楽団、ロンドン交響楽団、イスラエル・フィルハーモニー管弦楽団、NHK交響楽団など、欧米やアジアで屈指のオーケストラを訪れて指揮するようになり、またザルツブルク音楽祭やブレゲンツ音楽祭、エクサンプロヴァンス音楽祭、サヴォンリンナ・オペラ・フェスティバル、タングルウッド音楽祭、プラハの春音楽祭、ニューヨークのモーストリー・モーツァルト・フェスティヴァル、フィレンツェ五月音楽祭などにも参加している。
1984年から1994年まで、ザルツブルク・モーツァルテウム管弦楽団の音楽監督に就任するかたわら、ザルツブルク州立劇場において《ニーベルングの指環》や《ナクソス島のアリアドネ》《ばらの騎士》《イェヌーファ》《ヴォツェック》《フィデリオ》《オテロ》のほか、いくつかのモーツァルトの歌劇の上演にあたる。1994年から1997年までサン・セバスティアンのバスク国立管弦楽団の監督に転任した。1995年から2003年までカルガリー・フィルハーモニー管弦楽団の音楽監督を務める傍ら、1998年から2004年までボルドー・アキテーヌ国立管弦楽団の指揮者も勤めた。
2000年にヒューストン交響楽団との初共演を飾った後、2001年9月よりその音楽監督に就任している。2006年1月にはヒューストン交響楽団を率いてカーネギー・ホールへのデビューも果たした。2007年7月には、ヒューストン交響楽団と契約更新し、任期を2011年から2012年のシーズンまで延ばしている。2020年からシンガポール交響楽団の音楽監督を務める。
数々の録音の中でも、モーツァルトやシューベルトの交響曲全集のほか、ツェムリンスキーの歌劇《昔ある時 Es war einmal 》の世界初録音で知られており、またボルドー・アキテーヌ国立管弦楽団を指揮してデュティユーの管弦楽曲の全曲録音にも取り組んでいる。ほかにストラヴィンスキーやバルトークも得意とする。
マルガリータ夫人との間に一人娘のアンナがいる。

## 註
1. ↑  Shelby Hodge (2006年6月1日). “Houston Symphony League toasts the maestro”. Houston Chronicle 2007年8月14日閲覧。
2. ↑  Allan Kozinn (2006年1月26日). “An Icy Shostakovich and a Trim Mozart, by Way of Texas”. New York Times 2007年8月14日閲覧。
3. ↑  Everett Evans (2007年7月9日). “Houston Symphony director extends contract through 2011-12 season”. Houston Chronicle 2007年8月14日閲覧。